# Inopeplus albonotatus
Inopeplus albonotatus is een keversoort uit de familie platsnuitkevers (Salpingidae). De wetenschappelijke naam van de soort werd in 1859 gepubliceerd door Victor Ivanovitsch Motschulsky.